# Grallaricula peruviana
Grallaricula peruviana е вид птица от семейство Grallariidae. Видът е почти застрашен от изчезване.

## Разпространение
Видът е разпространен в Еквадор и Перу.